# Mokono-Barombi
Mokono-Barombi est une localité du Cameroun, située dans l'arrondissement d'Ekondo-Titi, le département du Ndian et la Région du Sud-Ouest.

## Population
Lors du recensement national de 2005, Mokono-Barombi comptait 657 habitants.